# 荒巻大輔
荒巻 大輔（あらまき だいすけ）は、漫画・アニメ・実写映画作品『攻殻機動隊』の登場人物。

## 声優・俳優
- 大木民夫[注 1] - 『GHOST IN THE SHELL』（1995年）、『イノセンス』（2004年）、『GHOST IN THE SHELL / 攻殻機動隊2.0』（2008年）
- 伊藤惣一 - 『攻殻機動隊 GHOST IN THE SHELL』（PlayStation用ゲームソフト）（1997年）
- 阪脩 - 『S.A.C.』（2002年 - 2003年）、『S.A.C. 2nd GiG』（2004年 - 2005年）、『S.A.C. Solid State Society』（2006年）、『攻殻機動隊 SAC_2045』（2020年、シーズン1）
- 塾一久[注 2] - 『攻殻機動隊 ARISE』（2014年 - ）
- 北野武 - 『ゴースト・イン・ザ・シェル』（実写映画）（2017年）
- 曽世海司 - 『攻殻機動隊 SAC_2045』（モーションアクター）（2020年）
- 中博史 - 『攻殻機動隊 SAC_2045』（2022年、シーズン2）[1]

英語吹替声優
- ウィリアム・ナイト
- ラッセル・ロバーツ - 『S.A.C.』、『攻殻機動隊STAND ALONE COMPLEX Individual Eleven』
- ジョン・スウェージー - 『攻殻機動隊 ARISE』

## 人物
内務省公安9課の部長（9課設立以前は公安部に属していた為）、『S.A.C.』シリーズでは課長。かつては、陸自情報部（『ARISE』シリーズでは、旧調査部）に所属しており、現在も自衛軍に太いパイプを持つ。「赤鬼一等陸佐」の異名を持つ殿田大佐の愛弟子、”殿田塾三羽烏”の一人で、優秀な軍情報部員だった。義体化は行っていない。電脳化については作品によって扱いが異なり、劇場版と『イノセンス』以外では電脳を用いるシーンがある。身長153cm。
優れた政治的手腕と、豊富な人脈により、潤沢な予算の確保と、扱いが難しい政治絡みの犯罪への迅速な対処を可能にしている。軍情報部員であったことから、戦術など軍事的な知識や指揮能力にも秀でており、時には現場に出て直接指揮を執ることもある。権力欲や出世欲がなく、私情では動かない事をモットーとしており、自らの信じる社会正義の貫徹に心血を注いでいる正義漢。課員からの信頼も厚く、親しみを込めて「猿オヤジ」「オヤジ」と呼ばれることもある。原作1巻や『S.A.C.』では草薙素子の能力を「エスパーより貴重な存在」と評し、信頼しあっている。また、『2nd GIG』には、行方知れずの双子の兄の荒巻洋輔が登場する。

## 各作品での特徴
攻殻機動隊 THE GHOST IN THE SHELL
前半の super spartan, junk jungle, robot rondoではステッキを使っているが、その後では使わなくなっている。bye bye clayでは素子やバトーと共に現場に出るなど、かなり「動く」。自らの豊富な人脈と、卓越した手腕で9課を率いている。ディフォルメの強いサル顔に描かれている。
攻殻機動隊1.5 HUMAN-ERROR PROCESSER
失態を演じたトグサ達を怒鳴り散らしたり、偶然現場近くを通った時に声をかけたりするなど、まだまだ健在。前作より顔の描写が（ギャグシーンを除いて）リアルになっている。
攻殻機動隊2 MANMACHINE INTERFACE
「荒巻素子」に起きていたイベントが安全保障上どのような影響を与えるか知るために霊視に同席する。霊能に関しては意外に詳しい。オリジナル素子との約束を守り、連絡回線を保持しているらしい。また、草薙素子とそれを取り巻く同位体達、珪素生命体設計図は今後の人類において何らかの大きな影響を与えると考え、草薙達を監視していくらしい。
イノセンス
バトーと同じく素子の失踪を引きずっており、覇気をなくしている。出番が少なく劇中では椅子に座った姿しか見せない。ダークスーツではなく、白いマオスーツを着ている。
攻殻機動隊 S.A.C.
原作よりも少し若い設定になっており杖はついていない。軍部や警察、官僚機構や、政府要人など、広い人脈と政治力を駆使して素子達を後押ししている。原作では課員に直接指示を出すことが多かったが、S.A.C.では前述のようなバックアップが殆どで、現場は素子にほぼ一任している。22話では、兄の洋輔の事に関連し、珍しく私情で動いた事により、厚生労働省医薬局麻薬対策課強制介入班の残党２人の罠にはめられてしまったが、バトーに救出されている。それ以降は杖を使っている。
攻殻機動隊 S.A.C. 2nd GIG
茅葺総理に「切れ者」と評され、前作と比べると総理との関わりが格段に多い。素子曰く、茅葺総理は荒巻の「好みのタイプそのもの」。私情で動かない姿勢は一貫しているが、茅葺総理に接近する荒巻の姿勢をバトーが批判している。
攻殻機動隊 STAND ALONE COMPLEX Solid State Society
草薙素子失踪後は、9課の運営方針を「三つの事件を八割で解決できる組織」に転換することにより、9課の理念の継続を果たそうとしている。現場は、新設された隊長職に就任したトグサに任せている。20年前に、人生そのものと言える公安の仕事に邁進して、仕事という〝殻〟に閉じこもったばかりに、家庭を疎かにしてしまい、妻と娘が家を出て行ってしまったとされ、〝殻〟に閉じこもることなく、家族に9課のことや義体化のことを打ち明けて、理解を得たトグサを羨ましがっている。
ゴースト・イン・ザ・シェル
概ね「S.A.C」での設定を引き継いでいるが、時には自ら銃を手に戦うこともあり、ハンカ・セキュリティ社の兵士3人の奇襲に対して鞄を盾にして銃撃を防ぎ、リボルバー拳銃で仕留め「狐を殺すのに兎を寄越すな」と言い放つほどの強さを見せる。